# Musée des Bons-Enfants

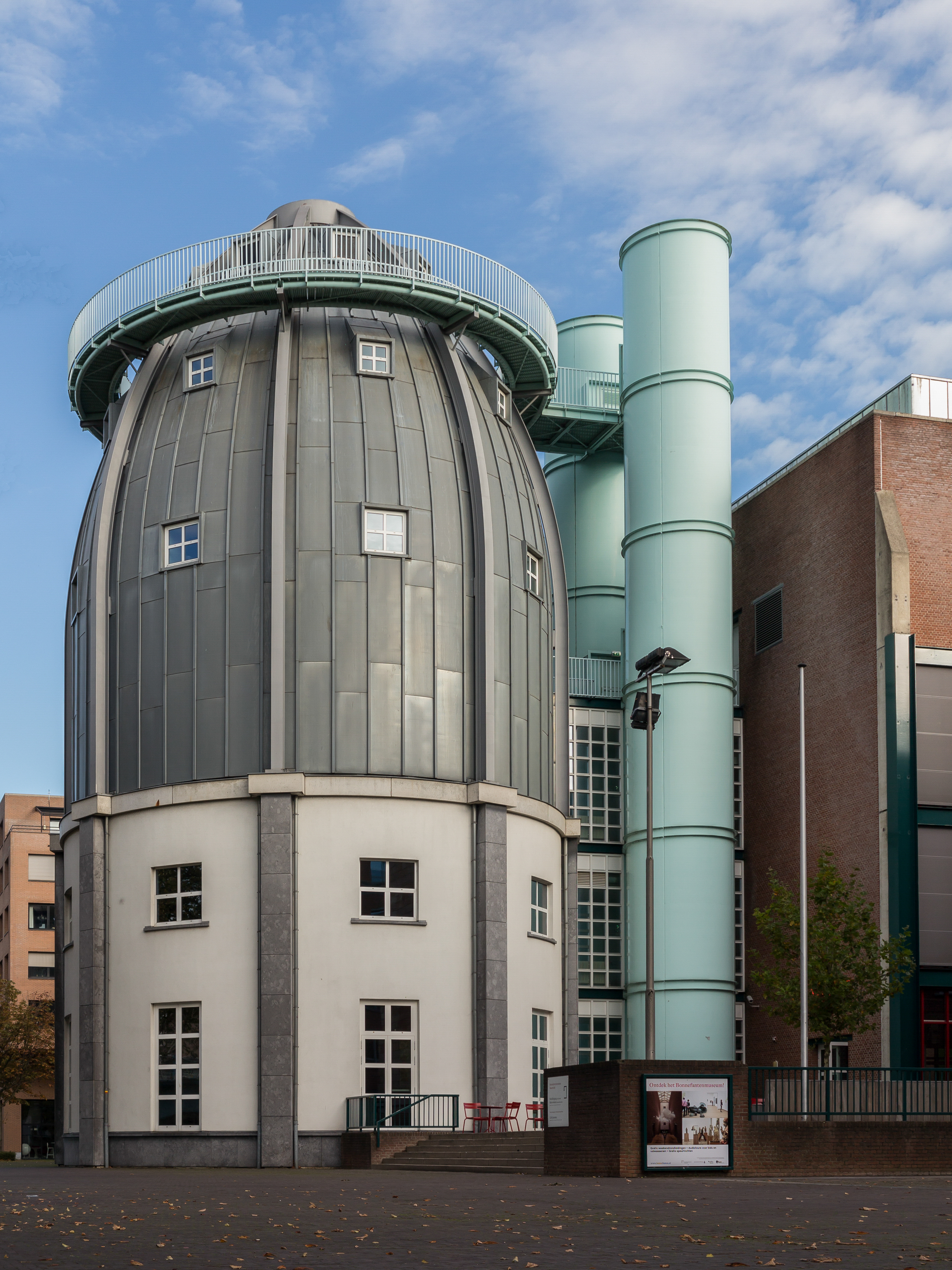
Le musée des Bons-Enfants.

Le musée des Bons-Enfants (en néerlandais : Bonnefantenmuseum) est un musée d'art ancien et contemporain situé dans la ville de Maastricht aux Pays-Bas.
Le musée des Bons-Enfants propose une intéressante combinaison de périodes artistiques. La collection se divise en une section d'art ancien, comprenant des peintures, des sculptures et des objets d'arts appliqués datant de 1000 à 1700, et une section d'art contemporain importante.

## Histoire
Le musée fut fondé en 1884 comme musée archéologique appartenant à la Société d'archéologie dans le duché du Limbourg. Le musée doit son nom au « Couvent des Bons-Enfants », un ancien couvent du XVIIe siècle dans le centre de Maastricht, où le musée était établi de 1951-1978.
L'édifice présent fut construit en 1995 par l'architecte italien Aldo Rossi. Il se trouve sur les rives de la Meuse dans le quartier Céramique, ancienne zone industrielle reconstruite dans les années 1990.

## Collections

### Art ancien
La collection ancienne peut être partagée en quatre groupes : 
- Les sculptures en bois, produits entre 1200 et 1550 (l'œuvre de Jan van Steffeswert et le Maître d'Elsloo, ±1500) ;
- La collection Neutelings, avec des objets religieux en bois, ivoire, bronze et albâtre, produits entre 1000 et 1500 (notamment une belle collection des émaux de Limoges des XIIe et XIIIe siècles) ;
- Les peintres italiens des XIVe et XVe siècles : Giovanni del Biondo, Domenico di Michelino, Jacopo del Casentino, Andrea Vanni, Sano di Pietro, Pietro Nelli ;
- Les grands maîtres flamands et hollandais des XVIe et XVIIe siècles : Colijn de Coter, Jan Mandyn, Jan Provost, Roelandt Savery, Pieter Coecke van Aelst, Pieter Aertsen, Pieter Brueghel le Jeune, David Teniers le Jeune, Peter Paul Rubens, Jacob Jordaens, Hendrik van Steenwijk II, Gérard de Lairesse, Wallerant Vaillant, Melchior d'Hondecoeter et Jan Van Goyen.

### Art contemporain
La collection permanente du musée des Bons-Enfants rassemble :
- les peintures de l'École de Paris, l'Art informel et Cobra : Roger Bissière, Alfred Manessier, Antonio Saura, Pierre Alechinsky, Christian Dotremont, Asger Jorn, Karel Appel, Ger Lataster ;
- les œuvres d'art conceptuelles : Jan Dibbets, Marcel Broodthaers, Daniel Buren, Christo et Jeanne-Claude, Christian Boltanski, Bernd et Hilla Becher, Joseph Beuys, Bruce Nauman, Gilbert et George, Barry Flanagan ;
- les peintures et sculptures minimalistes : Sol LeWitt, Robert Ryman, Robert Mangold, Richard Serra ;
- les issues de l'Arte Povera : Luciano Fabro, Mario Merz, Jannis Kounellis ;
- les peintures du néo-expressionnisme : Hermann Nitsch, Arnulf Rainer, Anselm Kiefer, Antoni Tàpies, Peter Doig, Luc Tuymans, Neo Rauch ;
- les œuvres de photographie et vidéo : Francis Alÿs, Joëlle Tuerlinckx, David Claerbout, Roman Signer, Pawel Althamer.

### Liste des artistes
- Jan Polack (vers 1450 - 1519)

### Galerie

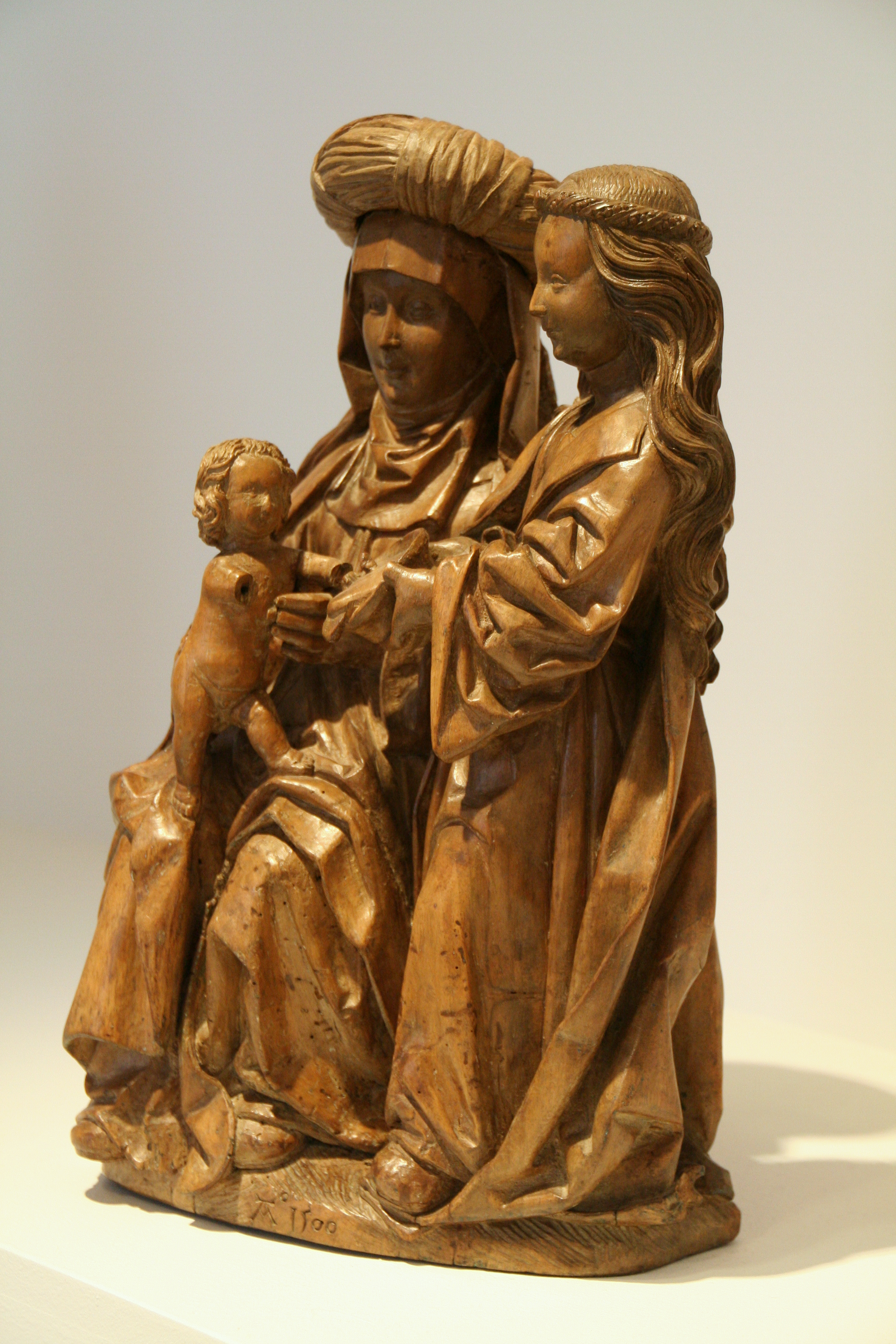
La Vierge, l'Enfant Jésus et sainte Anne, Jan van Steffeswert (1500).
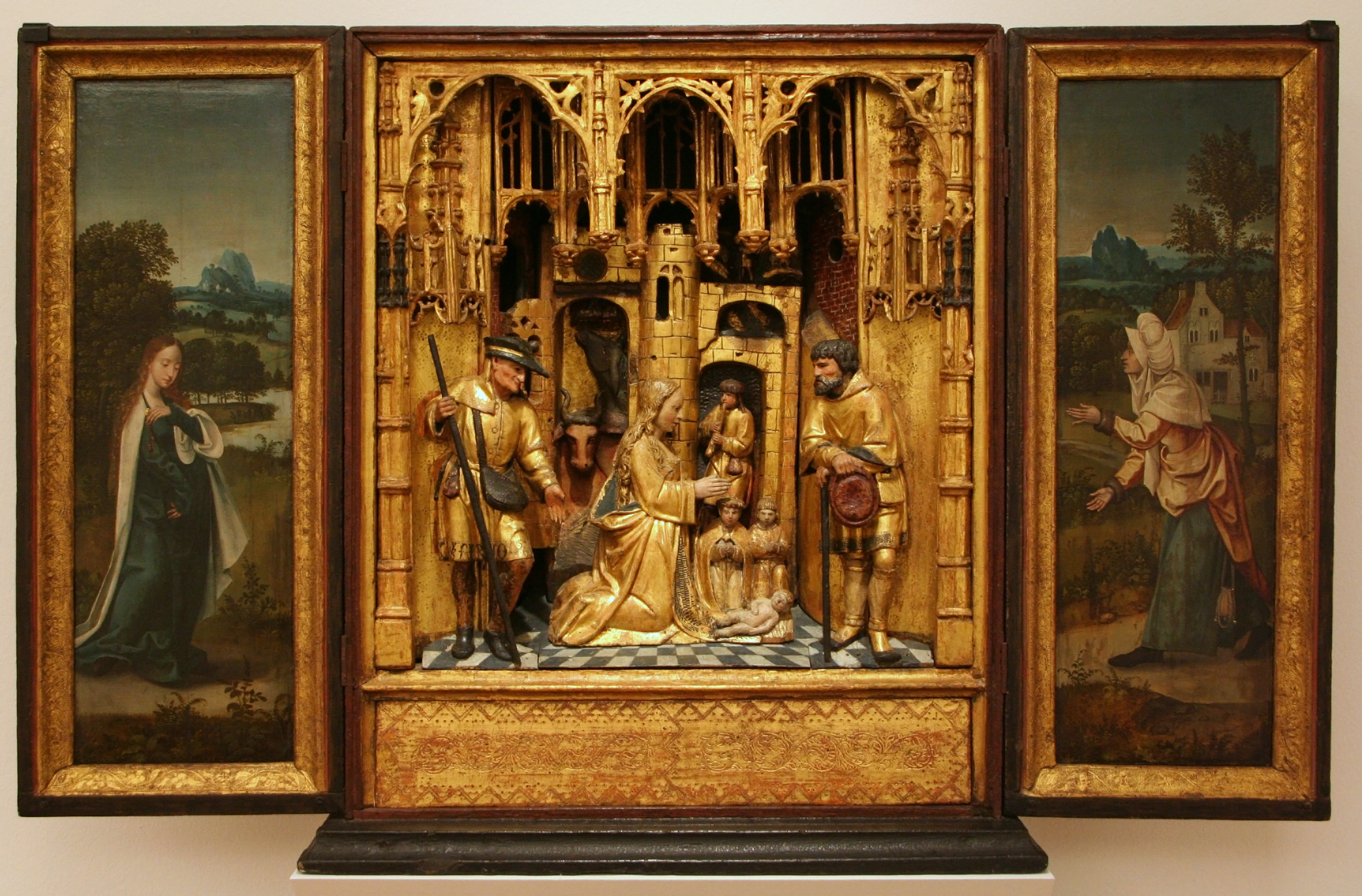
Triptyque portable, Anvers (?), Maître de 1518.
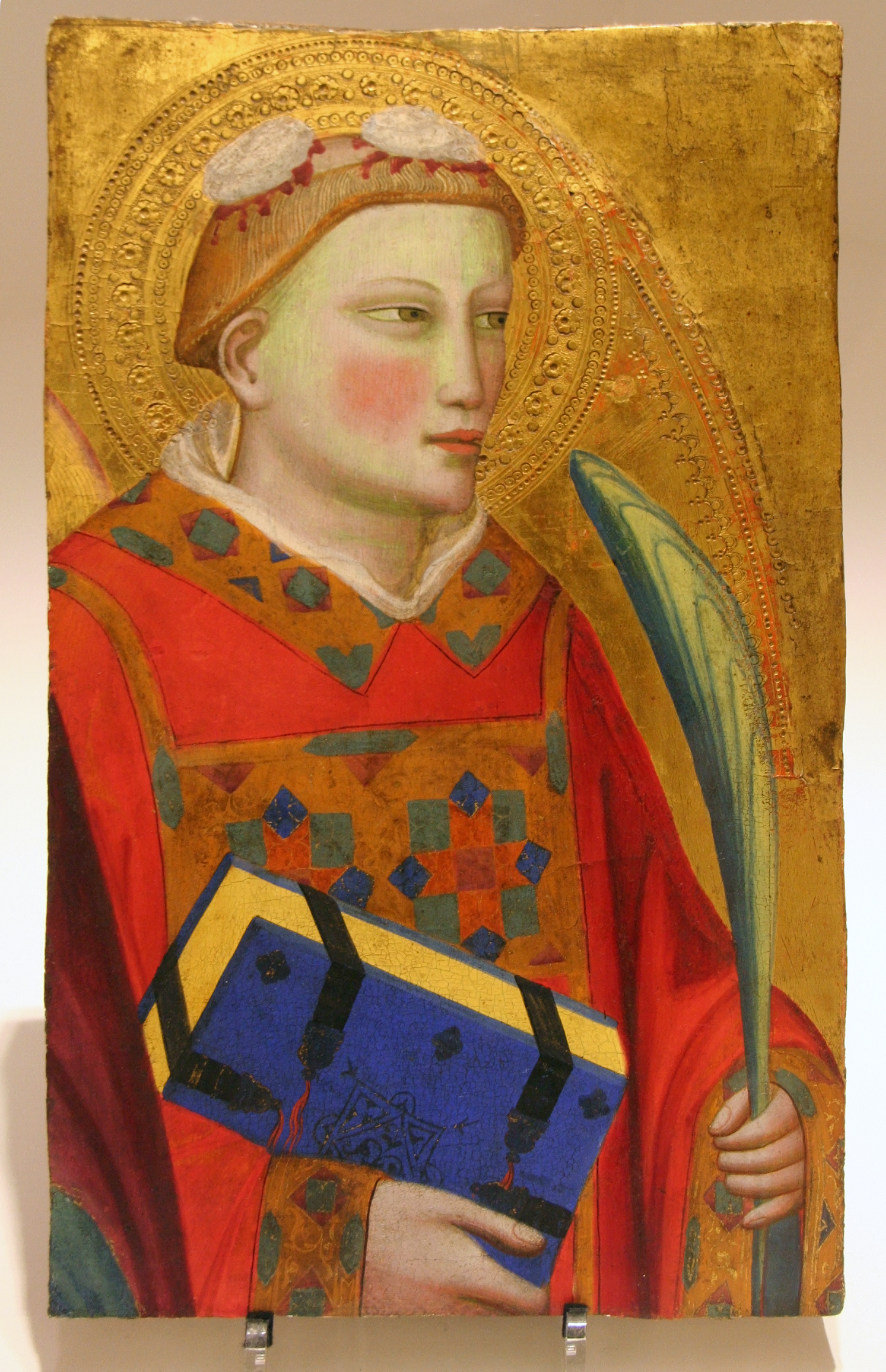
Saint Étienne, Giovanni del Biondo (avant 1399).
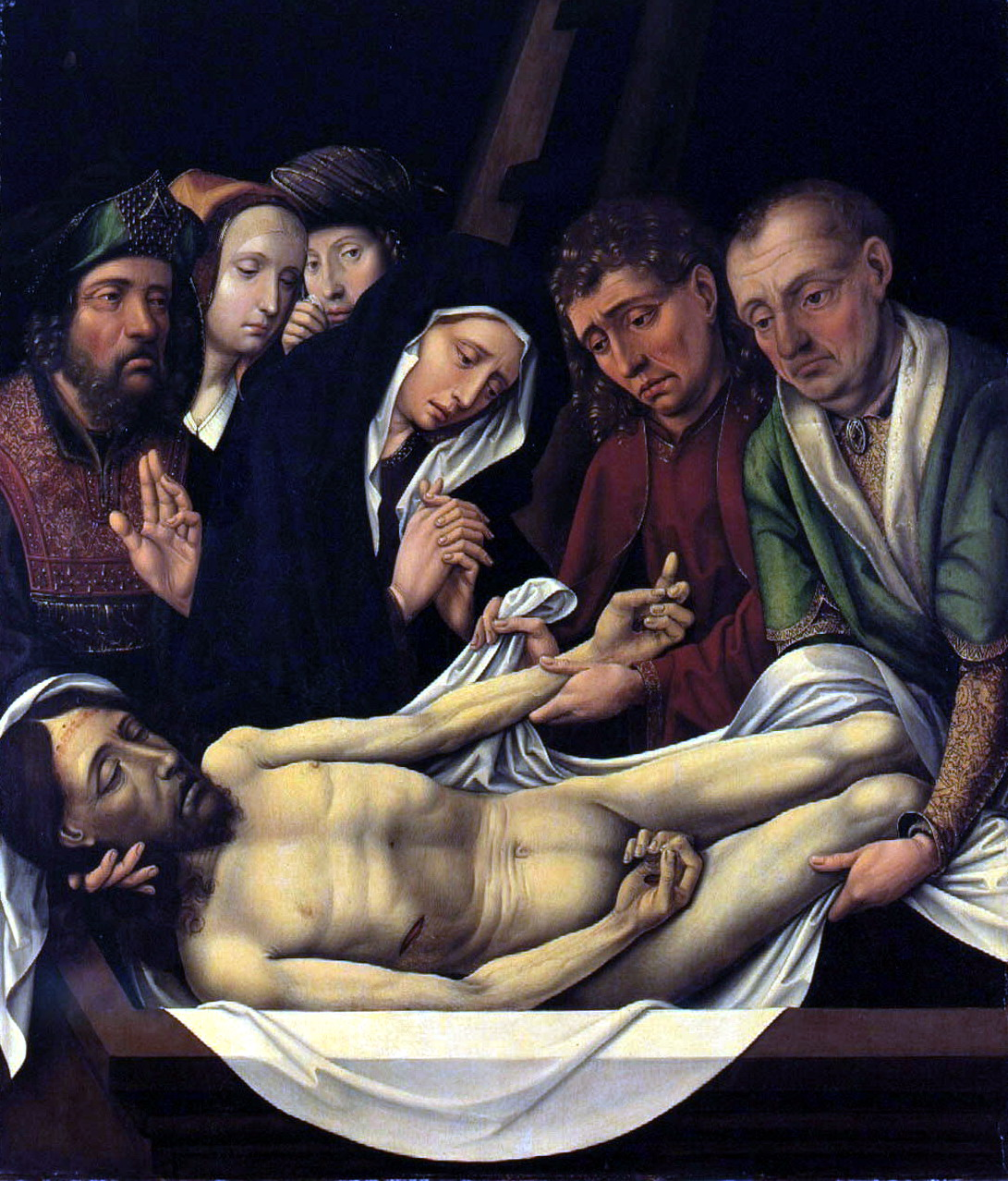
Mise au tombeau, Colijn de Coter (v. 1504-1510).
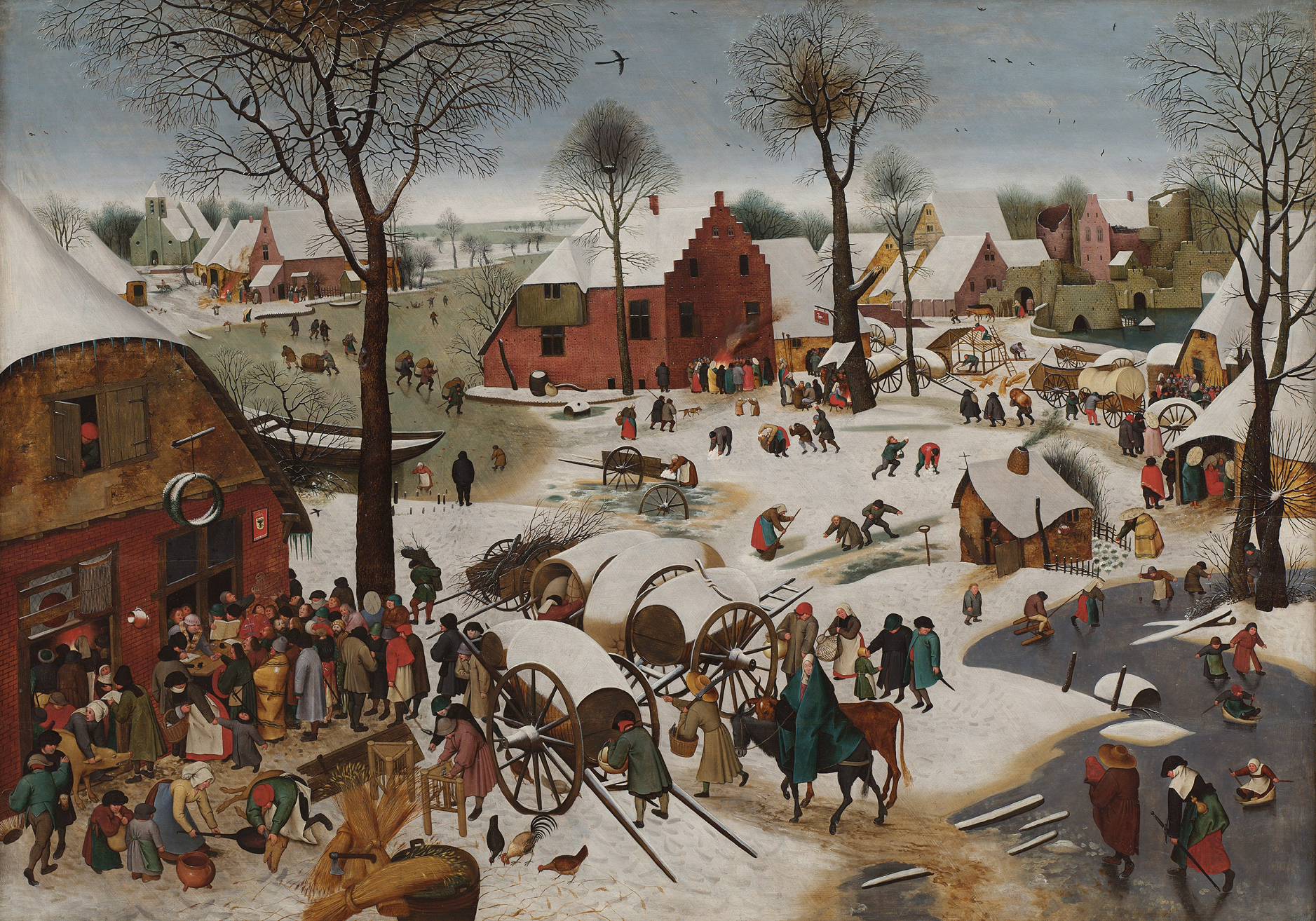
Le dénombrement de Bethléem, Pieter Brueghel le Jeune (v. 1605-1610).
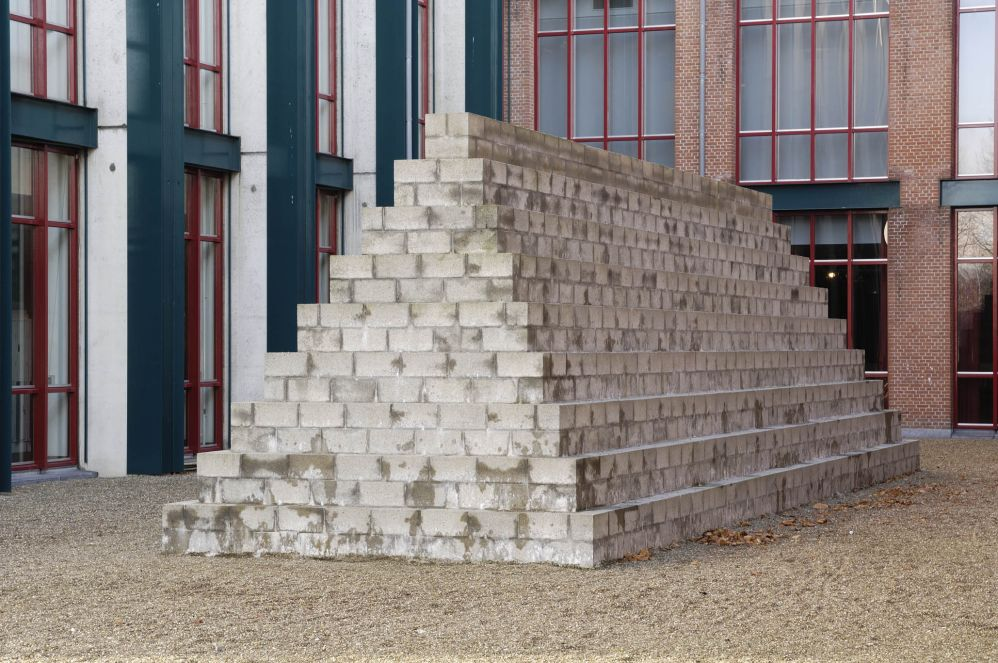
Long Pyramid, Sol LeWitt (1994).